# 척수

척수 및 신경계

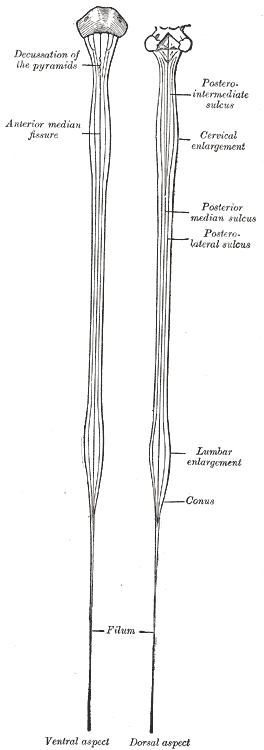
척수

척수 (脊髓, spinal cord)는 뇌와 연결되어 있고, 척추 내에 위치하는 중추신경의 일부분으로 감각, 운동신경들이 모두 포함한다.뇌와 척수의 내부 구조에는 차이가 있으나 그 경계에서는 서서히 이행해가서 명확한 경계는 없다. 척수는 100만개의 신경섬유로 구성되어 있는데 위쪽 부분은 호흡과 팔의 움직임을 조절하고, 중간과 아래부분은 몸통과 다리의 움직임, 성기능을 조절한다. 이 신경들 중 뇌에서 근육으로 전달되는 정보를 운동뉴런, 몸에서 뇌로 전달되는 정보는 감각뉴런 이라고 한다. 척수는 중추신경계에서 가장 간단한 하위구조의 부분으로, 말초신경을 통해서 들어오는 신체 내외의 모든 변화에 대한 정보를 받아들여 상위 중추인 뇌로 보내고 또 뇌에서 이 정보를 분석, 통합한 후 다시 말초신경을 통해 신체 각 부분에 전달하여 적절한 신체 반응과 정신 활동까지도 할 수 있게 하는 흥분의 정도로이며 척수분절 수준에서의 반사활동의 중추이기도 하다.

## 발생과 성장
척수는 척주관의 전체에 걸쳐 존재하는 것이 아니라 성인은 보통 제1요추(腰椎) 정도까지 있다. 발생 초기의 척수는 척주관(연골성)과 같은 길이이며, 척수에서 나온 신경은 같은 높이의 추간공에서 밖으로 나오는데, 그 후의 성장 속도가 다르다. 척수는 조기에 성장하여 조기에 정지하는 데 비해 등뼈는 성인이 될 때까지 성장을 계속하기 때문에 점차 심하게 엇갈린다. 완성된 상태에서는 척수는 제1요추 부분까지 매달려올라간 형태가 되며, 아래쪽 추간공에서 나오는 신경은 척수에서 나온 뒤 척주관 속을 다발져 하행하고, 정해진 추간공에 도달한 곳에서 밖으로 나온다. 제1요추 이하의 척주관 속을 다발을 이루어 존재하는 신경 섬유군을 말총 (cauda equina, horse's tail, 마미)이라고 한다. 이 말총은 종사 (filum terminale, terminal thread, 終絲)들에 의해 구성된다. 이 종사는 척수 경막과 함께 미골인대를 구성하여 척수가 위로 이동하는 것을 방지해준다. 이 밖에 척수 연막 지주막 경막이 추간공을 빠져나오는 척수신경에 붙어 치장인대를 구성하는데 이또한 척수의 이동을 방지한다. 또한 이 경막은 후두공에 붙어 척수가 아래로 이동하는 것을 막아준다.

## 척수의 기능
척수는 뇌와 말초신경의 중간 다리 역할을 하는 신경계로 운동, 감각신경들이 모두 모여 있는 곳이라고 할 수 있다.
뇌에서부터 아래로 내려가는 운동신경은 사지의 모든 근육들의 운동기능을 담당하고 반대로 말단부의 감각 수용기로부터
위로 올라가는 감각신경은 우리 몸 전체의 감각(얼굴 부분 제외)을 담당한다. 또한 일부 자율신경 기능을 담당하는
신경다발도 포함이 되어 있어 방광 조절이나 항문조임근 조절 등의 기능도 하고 있다.

## 형태와 구조

척추뼈구멍을 지나는 척수와 척추뼈사이구멍을 삐져나오는 척수신경

척수는 척추골이 이루는 척추관 안에 들어 있으며, 출생 시 척추뼈구멍(척추관) 전체의 길이에 걸쳐있지만 어른에서는 요추 1번째 혹은 2번째 위치까지 분포되어 있다. 이는 척수의 생후 성장은 일어나지 않는데에 반해 대신 척추골만 성장하기 때문이다.
척수는 척추골의 단단한 뼈로 이루어진 관내에 위치하고 3층의 뇌막(경막/지주막/연막)이 있어 해부학적으로 외부에서 손상을 받지 않도록 잘 보호되어 있고 연막과 지주막 사이에는 지주막하강이라는 공간이 있다.
- 경막(dura mater, 경질막): 가장 바깥층, 섬유질로 된 질기고 단단하고 두껍다.
- 거미막(arachnoid mater, 지주막): 혈관이 발달되어 있고 영양을 공급한다.
- 거미막밑공간 (subarachnoid cavity, 지주막하강): 뇌척수액이 들어있어 척수가 액체에 떠 있는 상태로 되어있으므로 외부에서 오는 충격으로부터 보호.
- 연막 (pia mater, 연질막): 척수의 표면을 싸고 있는 얇고 섬세한 막.

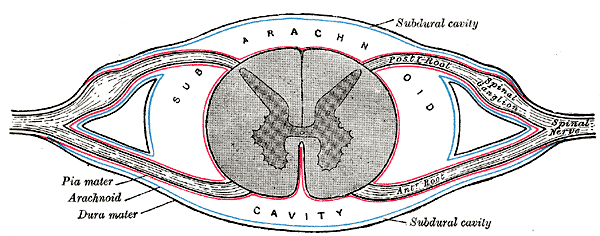
그림2. 척수를 둘러싸고 있는 3층의 외막

또한 위치에 따라 목척수, 가슴/등척수, 다리 척수, 엉치척수, 꼬리척수로 구분된다.
척수의 횡단면은 중앙부위를 중심으로 회색질, 그 바깥쪽에 백질로 나뉘게 된다. 회백질은 가로단면에서 앞회색질기둥, 뒤회색질기둥, 그리고두기둥을 연결하는 회색질 맞교차(gray commissure)로 구성된다. 회색질의 양은 각 분절이 지배하는 근육의 양과 비례, 신경세포체,돌기,아교세포,혈관으로 구성된다.
앞회색질 기둥의 신경세포들은 안쪽,중심,가쪽의 3개로 구분된다. 중심군과 가쪽군은 목분절과 허리엉치분절에만 존재한다. 안쪽군은 대부분의척수분절에 존재하며, 몸통근육을 지배한다.
뒤회색질기둥의 세포군은 아교질(substantia gelatinosa), 고유핵(nucleusproprius), 가슴핵(dorsal nucleus, Clark;s column), 내장들신경핵으로구분한다.
- 아교질: 척수의 전장에 걸쳐 뒤회색질기둥의 꼭지에 위치한다. 주로 짧은축삭신경세포로 구성되며 척수신경 뒤뿌리(posterior root)로부터 통각,온도감각,촉각을 전달하는 들신경섬유를 받아들인다.
- 고유핵: 아교질의 앞쪽에위치한 큰 신경세포의 집단으로 위치,운동감각, 고유감각이나두점감별촉각, 진동감각과 관련된 신경섬유들을 뒤백색질기둥으로부터 받아들인다.
- 가슴핵: 여덟째 목분절에서부터 3~4째 허리분절에 걸쳐 뒤회색질기둥의 바닥부위에 위치한다 대부분의 신경세포들은 비교적크며 고유감각종말(신경근육방추, 힘줄방추)와 관련된다.

회백질 중에서 앞쪽에 있는 부분은 전주(前柱)라고 하며, 가로무늬근을 지배하는 운동 신경 세포가 있다. 이 세포에는 추체로나 추체 외로를 통해 전해져온 명령이 모두 들어오며, 이 세포의 돌기는 도중에서 다른 신경과 연락하지 않고 직접 가로무늬근까지 도달한다. 회백질 중에서 뒤쪽 부분은 후주(後柱)라고 하는데, 피부 등에서 온 지각 신경의 축색 돌기가 들어와 일부는 이곳에 있는 신경 세포나 전주 세포로 끝나지만 다른 것은 그대로 뇌쪽으로 올라가 연수(숨뇌)의 핵에 도달한다.전주와 후주 중간 부분에는 망양체가 있는데, 전주에 가까운 부분에는 교감 신경 세포 집단이 있어 측주(側柱)라고 부르기도 한다. 측주 돌기는 전근(前根) 속에 섞여 척수에서 나와 교감 신경절 또는 기타 신경절에 도달한다. 또 요팽대 부분에서 약간 아래쪽의 회백질에는 골반내장을 지배하는 부교감 신경 세포가 존재한다. 그 밖의 회백질에는 같은 높이의 다른 장소 사이를 연락하는내(內)세포나 돌기를 아래위로 오가며 다른 높이 사이를 연락하는 색(索)세포 등이 있어 복잡한 연락망을 형성하고 있다. 이들 세포는 반사 운동과 특히 밀접한 관계를 갖고 있다. 척수의 백질을 달리는 신경 섬유는 상행성(구심성)인 것과 하행성(원심성)인 것으로 크게 나눌 수 있는데, 이들은 어디서 왔는지, 어디로 가는지에 따라 각기 다발을 지어 백질 속의 정해진 장소를 오간다.(그림4-1)

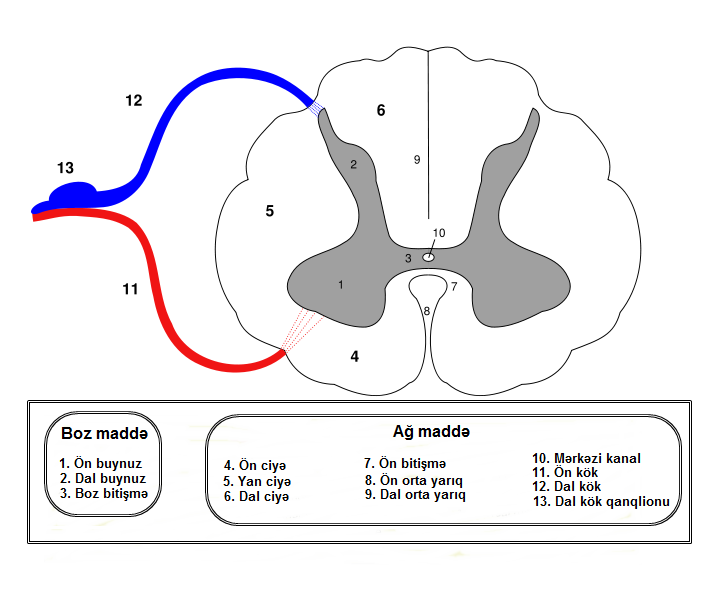
그림4-1.

척수의 표층은 신경 섬유 다발로 된 백질로, 내부에 나비가 날개를 펼친 듯한 모양의 회백질(신경 세포 집단)이 있다. 백질은 척수 윗부분에 많고 아랫부분에 적기 때문에 단면으로 보면 백질과 회백질 형태가 높이에 따라 다르다.(그림4-2.)

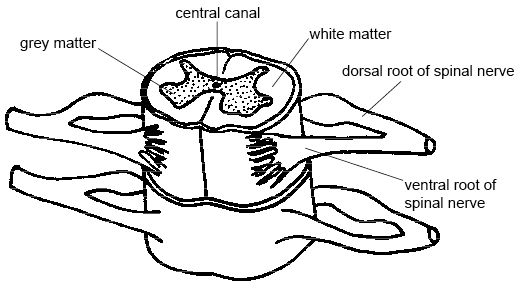
그림4-2. 척수의 백색질과 회색질

## 척수 신경
척추관속에 존재하며 끝으로 갈수록 가늘어지는 구조로 31쌍의 척수신경을 가지고 있다. 제일 위쪽에 존재하는 목 신경(cervical nerve)는 8개이며, 호흡을 조절하고 팔, 목, 위쪽 몸통 감각을 담당한다. 다음으로는 가슴/등 신경(Thoracic nerve)은 12개이며 몸통, 배의 기능을 담당하고 다리신경과 엉치신경(Lumbar와 Sacral nerve)는 각각 5개씩 가지고 있고 이들은 다리, 방광, 창자, 성 기관을 담당한다.
척수에서 나온 전근과 후근(後根)의 신경 섬유는 합쳐져 척수 신경이 되어 추간공으로 들어간다. 추간공에서 나오자마자 굵은 전지(前枝)와 가느다란 후지(後枝)로 갈라진다. 후지는 고유 배근(背筋)과 등의 피부에만 분포한다.
척수 신경 역시 위치에 따라 목신경, 가슴/등신경, 다리 신경, 엉치신경, 꼬리신경으로 구분된다.
- 목 신경(Cervical nerve) - 8 (C1–C8): 숨쉬기,심박수, 머리,목,어깨,팔꿈치,손,손가락의 움직임.
- 가슴/등 신경(Thoracic nerve) - 12 (T1–T12): 교감신경 활성도.
- 다리 신경(Lumbar nerve) - 5 (L1–L5): 생식기, 엉덩이, 무릎, 발, 다리.
- 엉치 신경(Sacral nerve) - 5 (S1–S5): 생식기, 장, 방광.
- 꼬리 신경(Coccygeal nerve)

(그림5.)

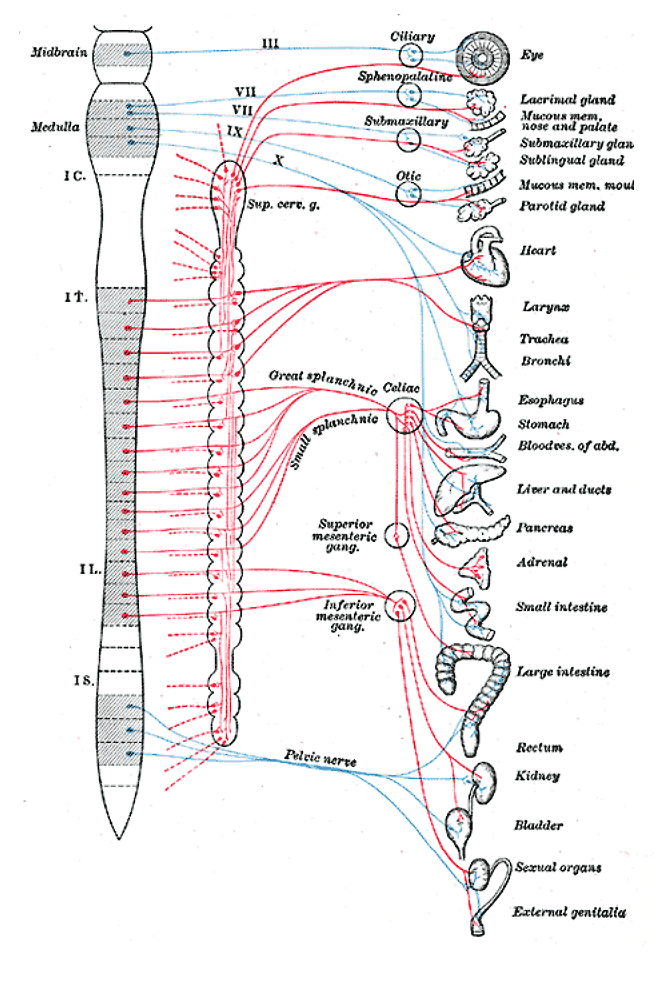
그림5. 척수신경의 위치에 따른 기능

완신경총은 상지로 가는 신경(근피신경·정중 신경·척골 신경·요골 신경) 등을 내보내고, 요선골신경총은 하지로 가는 신경(좌골 신경·대퇴 신경·폐쇄 신경)이나 골반부로 가는 신경 등을 내보낸다.

## 척수의 신경로
중추신경계에서 정보의 전달은 신경로(tract)를 통해서 이루어진다. 한 단면에서 신경로는 같은 기능을 하는 신경원의 축삭(axon)으로 구성된 신경섬유의 다발로 나타나지만, 전체적으로는 시냅스로 이어진 몇 개의 신경원의 사슬로 구성되어 있다. 하나의 신경로 내에서 여러개의 신경원이 시냅스를 통해 연결되어 있는 경우, 첫번째 신경원을 일차신경원이라 하며, 다음 신경원은 이차, 그 다음 신경원은 삼차신경원이라고 한다. 척수의 신경로에는 수용기(receptor)에서 받은 정보를 고위중추로 보내는 상행신경로(상행로, ascending tract)와, 고위중추(higher center)에서 효과기(effector)로 정보를 전달하는 하행신경로(하행로, descending tract)가 있다

### 상행로
상행로는 자극을 척수에서 뇌로 전달하고 보통 날개층판, 뒤섬유단 및 가쪽 섬유단에 위치한다.크게 신체에 외부에서 유래하는 통증,온도,접촉 같은 외부수용정보와, 근육이나 관절같이 몸의 내부에서 유래하는 고유감각정보(proprioceptiveinformation)으로 나눈다.

### 하행로
하행로는 자극을 뇌로부터 척수에 전달하고 보통 바닥판의 앞섬유단과 가쪽 섬유단에 위치한다.
- 겉질척수로: 수의적이며 명료하고 숙련된 운동(특히 팔다리의 먼쪽부분)에 관여한다.
- 그물척수로: 앞회색질기둥의 알파,감마운동신경세포의작용을 촉진 또는 억제하여 결과적으로 수의적운동이나 반사작용을 길항한다.
- 덮개척수로: 시작자극에 반응하는 반사적 자세운동에 관여한다. 가쪽회색질기둥의 교감신경세포와 관련된 섬유들은 어둠에 대한 동공확대반사에 관여한다.
- 적색척수로: 앞회색질기둥의 알파운동신경세포와 감마운동신경세포에 모두 작용하여 굽힘근의 작용을 촉진하여 폄근(항중력근)의 작용을 억제한다.
- 안뜰척수로: 앞회색질기둥의 운동신경세포에 작용함으로써 폄근의 작용을 촉진하고 굽힘근의 작용을 억제하여 평형과 관련된 자세운동에관여한다.

그밖에 올리브척수로, 내림자율신경섬유 등이 있다.

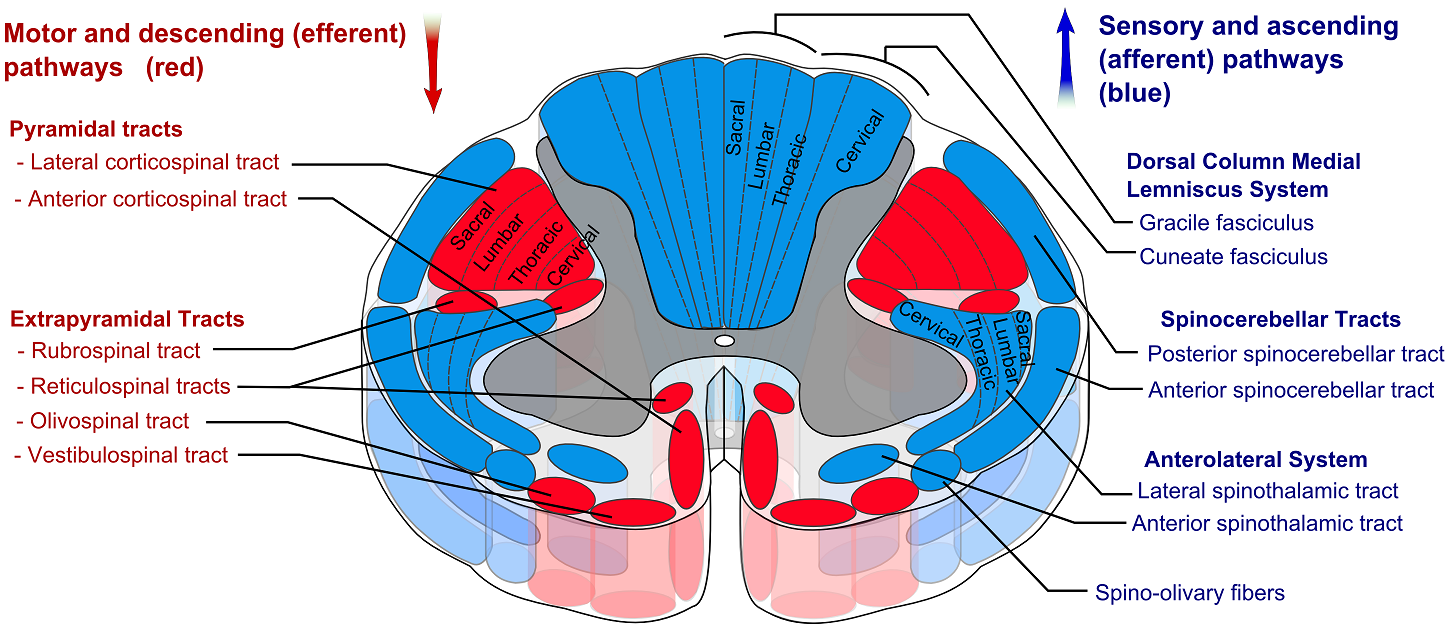
그림6. 척수의 신경로

(그림6.)

## 척수의 혈액공급
1. 척수에 대한 혈액공급은 크게 3개의 동맥을 통해 이뤄진다.
- 전척수동맥 (anterior spinal artery)
- 후척수동맥 (posterior spinal artery)
- 분절동맥 (segmental artery)

척수에 대한 혈액 공급은 척추동맥 (vertebral artery)에서 분지한 1개의 전척수동맥과 2개의 후척수동맥이 척수의 장축을 따라 혈액을 공급한다. 전척수동맥은 척수의 전방 2/3에 혈액을 공급하고, 후척수동맥은 척수의 후방 1/3에 혈액을 공급한다. 하지만 경수분절 (cervial cord segment) 아래의 혈액 공급은 위에서 언급한 3개의 혈관으로 충분하지 않기 때문에 대동맥에서 분지로 나온 분절동맥 (segmental artery) 또는 소근동맥 (radicular artery)이 전후척수동맥과 문합한다. 중요한 소근동맥은 9번 흉추와 11번 흉추 사이에서 나오는 아담키비츠동맥 (artery of Adamkiewicz)이고 이것은 흉수와 요수 부위에 혈액을 공급한다.
2. 척수의 정맥은 대체로 동맥과 함께 주행한다.

## 같이 보기
- 대뇌
- 소뇌
- 뇌간
- 흉수